# Vászit
Vászit (arab írással واسط, tudományos átiratban Wāsiṭ, jelentése: „középen lévő”) középkori város volt a mai Irak területén, el-Kút és el-Hajj városa között. A 7. és 8. század fordulóján alapította az omajjád kalifák híres hadvezére és helytartója, al-Haddzsádzs ibn Júszuf asz-Szakafi. Bár a város a 17. századtól kezdve elnéptelenedett és megszűnt létezni, a modern Vászit kormányzóság továbbra is a nevét viseli.

## Elhelyezkedése
Vászit a Tigris legfontosabb középkori ága, a 15-17. század folyamán kiszáradt Dudzsajla két partján feküdt, a mai Kúttól 70 kilométerre délkeletre és Hajjtól 25 kilométerre északnyugatra. (Pontos koordinátái: é. sz. 32° 11′, k. h. 46° 18′32.183333°N 46.300000°E) Nevét onnan kapta, hogy nagyjából középen helyezkedett el a térség fontos városai: Baszra, Kúfa, el-Madáin és Ahváz között.

## Története
Vászit megalapításának pontos dátuma nem ismert. A történetírói hagyományban a 694–697 közötti időszakot említik, a régészeti feltárások során talált építési feliratok alapján viszont a 702–705 közti időszak valószínűsíthető. A város alapítója Abd al-Malik kalifa keménykezű iraki helytartója, al-Haddzsádzs ibn Júszuf volt, aki itt rendezte be a rebellis tartomány új székhelyét az első fitna (polgárháború) és Ibn al-Asaasz lázadása nyomán. Al-Haddzsádzs tulajdonképpen egy már létező, a Dudzsajla keleti partján fekvő települést (neve Kaszkar vagy Kaskar) bővített ki a nyugati parti táborváros (miszr) megalapításával és a két part közti hajóhíd létrehozásával. Al-Haddzsádzs halálát követően, 715-ben Vászit megszűnt helytartói székhelynek lenni, bár II. Jazíd kalifa (720–724) idején ideiglenesen újra tartományi központtá vált. Bár a helytartók elhagyták, az Omajjádok bukásáig itt üzemelt az egyik legfontosabb pénzverdéjük. A 740-es évek zűrzavarai (hatalmi harcok és lázadások) Vászitot is érintették, 746-ban a háridzsitáktól kellett visszafoglalni.
Az Abbászidák 750-es hatalomátvétele során Vászitot ostrommal kellett bevenniük, ezután a várost demilitarizálták és regionális közigazgatási központtá vált, a környéken pedig rendkívüli mértékben fellendült a mezőgazdaság. Ebből fakadóan Vászit vidékéről hatalmas adóbevételek áramlottak a bagdadi kincstárba, ami a térség felértékelődéséhez vezetett a kalifátus 9. század közepén kezdődő megrendülése során. A súlyos csapások (zutt fosztogatás 834-ben, járvány 871-ben, zandzs dúlás 877-ben, pusztító árvíz 904-ben és 922-ben) ellenére a térség olyan gazdag maradt, hogy számos iktá-birtokot osztottak ki, és nagyon nagy jelentőségre tettek szert az itteni adóbérlők. Bagdad élelemellátásának is Vászit vidéke vált az egyik legfontosabb forrásává. A főemírek harcai idején (936–946) a város többször gazdát cserélt, végül a később Bagdadba is bevonuló Buvajhidák foglalták el 944-ben.
A terület gazdagsága folytán számos küzdelem zajlott Vászitért a kései Buvajhidák és a szeldzsukok idején, amelyek aktív szereplője volt a hillai központú mazjadida dinasztia is. A 12. század közepén az újra megerősödő abbászida kalifák hosszú harc árán (1140, 1154, 1156 és 1158 során egyaránt kifosztották a várost) maguknak szerezték meg Vászitot, amelyre a béke és prosperitás évszázada köszöntött. 1258-ban, Bagdad elpusztítását követően a Hülegü vezette mongolok Vászitot is lerombolták, amelynek következtében a keleti parti rész végleg megsemmisült. A nyugati városrészt azonban újjáépítették, és némi jelentőségre tett szert a későbbiekben (továbbra is pénzverde működött itt, és Timur Lenk két hadjáratán is bázisnak használta).
Vászitot a 15. században érte el a vég, amikor a musaasaa nevű síita mozgalom hívei öt hadjáratukkal (1438, 1440, 1442, 1452, 1453) a város elhagyására késztették a lakosságot. Ennek egy része néhány éven belül visszatelepült a környékre, és nem messze egy új Vászitot alapítottak, amely sosem érte el elődje jelentőségét. Háddzsi Halífa 17. század közepén keletkezett híradása szerint a Dudzsajla már kiszáradt, az eredeti Vászit nyomai pedig eltűntek.

## Feltárások
A nyugati közönség az 1830-as években értesült Vászit romjainak hollétéről. Az al-Manára néven ismert, mintegy 3 km²-es romterületen az iraki régészeti hatóságok végeztek feltárásokat az 1936–1942 közötti időszakban, hat idényen át. Ezek során sikerült lokalizálni a 702-ben épített helytartói palotát és al-Haddzsádzs szomszédos mecsetét, valamint feltártak egy lakóövezetet is. 1937-től 1965-ig turisztikai célú rekonstrukciós és restaurációs munkálatok zajlottak a romterületen. 1985-ben újabb régészeti feltárás zajlott Vászitban, amelynek romjait 2000-ben a kulturális világörökségi státusz elnyerésére javasolták.